# 해 (지지)
을사(乙巳)년
해(亥)는 지지의 마지막이고, 돼지를 상징한다. 오행에서는 수(水)에 속하며, 음양에서는 음(陰)에 해당한다.

## 해를 포함한 간지
- 을해
- 정해
- 기해
- 신해
- 계해

## 같이 보기
- 중국 점성술